# Čokešina
Čokešina (Servisch cyrillisch Чокешина) is een plaats in de Servische gemeente Loznica. De plaats telt 881 inwoners (2002).